# Lindach (Schwabhausen)
Lindach ist ein Gemeindeteil der Gemeinde Schwabhausen im Landkreis Dachau in Oberbayern.

## Lage
Die Einöde liegt vier Kilometer westlich des Hauptortes nahe der Staatsstraße 2051.

## Gemeinde
Lindach gehörte zur Gemeinde Oberroth und wurde mit dieser am 1. Juli 1971 im Zuge der Gebietsreform in Bayern nach Schwabhausen eingegliedert.